# ويليام توماس بلاند
ويليام توماس بلاند هو محامي وقاضي وسياسي أمريكي، ولد في 21 يناير 1861 في ويستون في الولايات المتحدة، وتوفي في 15 يناير 1928 في أورلاندو في الولايات المتحدة. نشط حزبياً في الحزب الديمقراطي. وقد انتخب عضو مجلس النواب الأمريكي ‏.